# Jongcheon-myeon
Jongcheon-myeon (koreanska: 종천면) är en socken i kommunen Seocheon-gun i provinsen Södra Chungcheong i Sydkorea, 160 km söder om huvudstaden Seoul.